# الضابط الثاني
في مجال الطيران، عادة ما يكون الضابط الثاني هو الثالث في خط القيادة لطاقم الرحلة على متن طائرة مدنية. عادةً ما يتم استخدام ضابط ثانٍ في الرحلات الدولية أو رحلات طويلة المدى حيث يلزم وجود أكثر من اثنين من الطاقم للسماح بفترات راحة كافية للطاقم.
في بعض شركات الطيران، يعمل الضابط الثاني كضابط أول، لكنه لا يزال يخضع للتدريب والإشراف من قبطان تدريب (الخطوط الجوية الدولية السويسرية، لوفتهانزا، فولوتيا وغيرها تستخدم هذه الفئة).